# Jan Eliasson
Jan Kenneth Eliasson (Gotemburgo, Suecia, 17 de septiembre de 1940) es un diplomático sueco.
Es egresado de la Escuela de Negocios, Economía y Leyes de la Göteborgs Universitet de su país. Hasta 2006 fue el presidente de la Asamblea General de las Naciones Unidas y entre el 24 de abril y el 6 de octubre de 2006 ocupó el cargo de ministro de Asuntos Exteriores de su país. Ha sido el enviado especial del Secretario General de las Naciones Unidas para Darfur, Sudán. Desde el 1 de julio de 2012 al 31 de diciembre de 2016 Eliasson asumió la Vicesecretariado General de la Organización de las Naciones Unidas en sustitución de Asha-Rose Migiro, de Tanzania. Fue sucedido por la nigeriana Amina J. Mohamed.